# Нідем (Массачусетс)
Нідем (англ. Needham) — місто (англ. town) в США, в окрузі Норфолк штату Массачусетс. Населення — 32 091 особа (2020).

## Демографія
Згідно з переписом 2010 року, у місті мешкало 28 886 осіб у 10 341 домогосподарстві у складі 7792 родин. Було 11122 помешкання
Расовий склад населення:
| - 90,8 % — білих - 6,1 % — азіатів - 1,0 % — чорних або афроамериканців |

До двох чи більше рас належало 1,6 %. Частка іспаномовних становила 2,1 % від усіх жителів.
За віковим діапазоном населення розподілялося таким чином: 28,2 % — особи молодші 18 років, 55,5 % — особи у віці 18—64 років, 16,3 % — особи у віці 65 років та старші. Медіана віку мешканця становила 43,0 року. На 100 осіб жіночої статі у місті припадало 92,9 чоловіків;  на 100 жінок у віці від 18 років та старших — 88,9 чоловіків також старших 18 років.
Середній дохід на одне домашнє господарство  становив 200 624 долари США (медіана — 141 690), а середній дохід на одну сім'ю — 235 604 долари (медіана — 172 774). Медіана доходів становила 123 957 доларів для чоловіків та 80 990 доларів для жінок. За межею бідності перебувало 3,0 % осіб, у тому числі 1,2 % дітей у віці до 18 років та 6,8 % осіб у віці 65 років та старших.
Цивільне працевлаштоване населення становило 14 778 осіб. Основні галузі зайнятості: освіта, охорона здоров'я та соціальна допомога — 32,5 %, науковці, спеціалісти, менеджери — 19,6 %, фінанси, страхування та нерухомість — 12,9 %, роздрібна торгівля — 7,8 %.